# 藤原理兼
藤原 理兼（ふじわら の まさかね）は、平安時代中期の貴族。藤原北家高藤流、中納言・藤原朝忠の子。官位は正四位下・摂津守

## 経歴
円融朝の天禄3年（972年）右近衛少将に任ぜられ、天延2年（974年）五位蔵人を兼ねるが、天延4年（976年）従四位下に叙せられて、少将兼蔵人を辞す。
円融朝末の天元5年（982年）ごろより備前守を務める。花山朝の永観2年（984年）に荘園整理令が出されると、その適用を巡って寛和元年（985年）末頃より国守の理兼と興福寺領備前国鹿田荘の荘司・下野守貞や荘民との紛争が表面化する。翌寛和2年（986年）には関白太政大臣・藤原頼忠が仲裁に乗り出し、真相糾明のため真髪部久鑑を派遣。さらには検非違使も派遣されて理兼は朝廷に召還される。しかし、理兼は密かに備前国に舞い戻り、数百人の兵を率い荘内に乱入して真髪部久鑑と下野守貞を捕らえると、荘倉を打ち破って地子米300石を運び出す。さらには、荘司・寄人らの居宅300余を破却して掠奪を行い、守貞の居宅に対する放火に及んだ。結局、理兼は守貞らから訴えられ、解官・放氏に処せられた。この事件は、藤原頼忠と藤原兼家の政権抗争の一端ともされる。
その後、理兼は許されたらしく（兼家政権下で継氏されたか）、一条朝で太皇大后宮亮/大夫として太皇太后・昌子内親王（冷泉天皇中宮）に仕えたほか、越後守を務め、正暦4年（993年）に正四位下に叙せられている。長徳2年（996年）にはいったん尾張守に任ぜられるが、理兼は国替を求め、翌長徳3年（997年）7月に左大臣・藤原道長の口添えにより、希望通り摂津守に任ぜられた。しかし、翌長徳4年（998年）2月には藤原方隆が摂津守に任ぜられており、理兼は半年ほどで国司の任を離れている。

## 官歴
- 天禄3年（972年） 閏2月29日?：右近衛少将[6]
- 時期不詳：正五位下[7]
- 天延2年（974年） 10月5日：五位蔵人[7]
- 天延4年（976年） 正月7日?：従四位下[8]
- 天元5年（982年） 4月27日：見備前守[9]
- 永祚元年（989年） 2月16日：見太皇太后宮亮（太皇太后・昌子内親王）[9]。12月27日：除殿上簡（本任放還未済）[9]
- 正暦4年（993年） 正月9日：正四位下（女叙位）[9]。正月17日：見越後守[9]
- 長徳元年（995年） 2月17日：見太皇大后宮大夫[9]
- 長徳2年（996年） 正月25日：尾張守[10]
- 長徳3年（997年） 7月9日：摂津守[9]

## 系譜
『尊卑分脈』による。
- 父：藤原朝忠
- 母：藤原忠舒の娘
- 妻：命婦教子
  - 男子：藤原致義
- 妻：藤原雅正の娘
  - 男子：鎮禅
- 生母不詳の子女
  - 女子：